# کازینو جک
کازینو جک (انگلیسی: Casino Jack) فیلمی در ژانر زندگینامه‌ای، مستند درام و کمدی به کارگردانی جورج هیکنلوپر است که در سال ۲۰۱۰ منتشر شد.

## بازیگران
- کوین اسپیسی
- بری پپر
- راشل لفو
- کلی پرستون
- جان لاویتس
- مائوری چایکین
- گراهام گرین
- یانیک بیسون